# Hattstedtermarsch
Hattstedtermarsch (Hatsted Marsk en danois, Haatstinger Määrsch en frison septentrional) est une commune d'Allemagne, située dans le land du Schleswig-Holstein et l'arrondissement de Frise-du-Nord.

## Histoire
La commune de Hattstedtermarsch, qui s'appela Hattstedter Alter Koog jusqu'en 1803, fut endiguée en 1460 et est de ce fait l'un des plus anciens polders de la région de Husum.